# Mediatrice
Nella Chiesa cattolica, Mediatrice è un titolo della Vergine Maria, madre di Gesù. Si riferisce al ruolo di intercessione della Beata Vergine Maria quale mediatrice nella Redenzione salvifica di suo figlio Gesù Cristo e al fatto che egli concede la grazia divina attraverso di lei. Il titolo è quindi collegato a quello di Corredentrice. 
Mediatrice è un titolo antico, usato da molti santi almeno dal V secolo. Il suo uso crebbe durante il Medioevo e raggiunse il suo apice negli scritti dei santi Luigi Maria Grignion de Montfort e Alfonso Maria de' Liguori nel XVIII secolo.
Un ruolo generale di intercessione è attribuito a Maria nel cattolicesimo, nella Chiesa ortodossa e nelle Chiese ortodosse orientali. Il termine "Mediatrice" fu associato a Maria nella costituzione dogmatica Lumen gentium del Concilio Vaticano II, con l'aggiunta della precisazione: 
L'uso del titolo di Mediatrice e la dottrina secondo cui Maria possiede un più alto potere intercessorio (chiamato iperdulia), a causa della sua relazione speciale con il figlio Ges,) è distinto dalle questioni teologiche coinvolte nell'istituzione del dogma di Maria Mediatrice di tutte le grazie.

## Storia

### Primo millennio
Mediatrice è un titolo antico. Una preghiera attribuita a Efrem il Siro nel IV secolo recita:
(Mark Miravalle, 1993, Introduction to Mary)
Il titolo fu adottato anche nel V secolo da Basilio di Seleucia. Nell'VIII secolo il titolo di Mediatrice era di uso comune e lo usavano Andrea di Creta e san Giovanni di Damasco.
Queste prime nozioni pongono la mediazione di Maria a un livello superiore rispetto ad altre forme di intercessione dei santi. La sua posizione di Madre di Gesù Cristo redentore e fonte di grazia la rende preminente tra tutti gli altri che potrebbero essere chiamati mediatori.

### Tardo Medioevo
La diffusione del titolo di Mediatrice si accrebbe nel Medioevo: in particolare, Bernardo di Chiaravalle (XII secolo), san Bonaventura e Bernardino da Siena (XV secolo) lo usarono frequentemente.
Nel XIII secolo, san Tommaso d'Aquino notò che solo Gesù Cristo può essere il perfetto mediatore tra Dio e gli uomini. Tuttavia, ciò non impedisce che altri possano essere chiamati mediatori, in qualche modo, tra Dio e l'uomo, perché assistono e preparano la mediazione divina.
Nel XVI secolo lo stesso concetto fu affermato dal Concilio di Trento, che affermò:
(Concilio di Trento, Sessione XXV, U. Hanover)

### XVII-XVIII secolo
L'affidamento sull'intercessione di Maria crebbe e raggiunse il suo apice negli scritti di san Luigi Grignon de' Montfort e Alfonso Maria de' Liguori nel XVIII secolo.
Il primo, che in seguito avrebbe influenzato papa Giovanni Paolo II, enfatizzava il fatto che Maria è la via naturale per avvicinarsi a Gesù a causa della sua relazione speciale con Lui. Questo affidamento all'intercessione di Maria si basa sulla sua formula generale:
Nel suo Del gran mezzo della preghiera, de' Liguori esaminò gli scritti dell'Aquinate e di Bernardo di Chiaravalle sull'intercessione dei santi e sul ruolo di Maria come Mediatrice, sostenendo con forza l'opportunità del titolo mariano.

### XIX-XXI secolo
Diversi papi impiegarono il titolo di Mediatrice, tra cui: Leone XIII nel 1896 e Pio X nel 1904, così come nel XX secolo Benedetto XV e Pio XI. Anche Pio XII adottò tale titolo sebbene non all'interno di documenti ufficiali.
Giovanni Paolo II adottò il titolo di Mediatrice diverse volte e nella sua enciclica Redemptoris Mater scrisse:
(Redemptoris Mater, 21 e 22)
All'evento delle nozze di Cana, la intercessione di Maria per la carenza di vino ("qualsiasi cosa vi dica fatelo") porta al primo miracolo dei 6 riferiti da Giovanni, alla prima manifestazione del potere di Gesù.Questo evento prefigura il ruolo di Maria come mediatrice delle grazie divine e della salvezza, guidando verso il Figlio e la sua potenza salvifica. La mediazione di Maria non è in concorrenza con quella di Cristo, ma piuttosto una collaborazione e un'intercessione materna che facilita il dono delle grazie divine. La mediazione di Maria non è in concorrenza con quella di Cristo, ma piuttosto una collaborazione e un'intercessione materna che facilita il dono delle grazie divine.

## Questioni teologiche
Tra i teologi cattolici è indiscusso il fatto che Gesù Cristo è l'unico mediatore tra Dio e il genere umano, soprattutto come Salvatore e Redentore del mondo. Di conseguenza, la parola "mediatore" in senso stretto si riferisce solamente a Dio Figlio in relazione a Dio Padre; tuttavia, in senso subordinato, i cristiani esercitano una mediazione "che è efficace attraverso, con e in Cristo". Il mediatore subordinato non opera mai da solo, ma dipende sempre da Gesù.
Con particolare riferimento a Maria, il Catechismo della Chiesa cattolica, citando il Concilio Vaticano II, che nella Lumen gentium si riferiva a Maria come "Avvocata, Ausiliatrice, Soccorritrice, Mediatrice" (LG 62), afferma:
« La funzione materna di Maria verso gli uomini in nessun modo oscura o diminuisce [...] l'unica mediazione di Cristo, ma ne mostra l'efficacia. Infatti ogni salutare influsso della beata Vergine [...] sgorga dalla sovrabbondanza dei meriti di Cristo, si fonda sulla mediazione di lui, da essa assolutamente dipende e attinge tutta la sua efficacia ». « Nessuna creatura infatti può mai essere paragonata col Verbo incarnato e redentore; ma come il sacerdozio di Cristo è in vari modi partecipato dai sacri ministri e dal popolo fedele, e come l'unica bontà di Dio è realmente diffusa in vari modi nelle creature, così anche l'unica mediazione del Redentore non esclude, ma suscita nelle creature una varia cooperazione partecipata dall'unica fonte »»
(CCC 969 e 970)
(Catechismo di Pio X 433)
In occasione del Congresso mariologico internazionale tenutosi a Czestochowa nell'agosto 1996, fu istituita una commissione in risposta a una richiesta della Santa Sede, che aveva chiesto di conoscere l'opinione degli studiosi presenti al congresso sulla possibilità di definire un nuovo dogma di fede riguardante Maria come Corredentrice, Mediatrice e Avvocata. Negli ultimi anni, il Papa e vari dicasteri della Santa Sede avevano ricevuto petizioni che chiedevano tale definizione. La risposta della commissione, volutamente breve, fu unanime e precisa: riteneva che i titoli, così come erano stati proposti, fossero ambigui, in quanto potevano essere intesi in modi molto diversi. Riteneva inoltre che non fosse opportuno abbandonare la strada tracciata dal Concilio Vaticano II e procedere alla definizione di un nuovo dogma.

## Mediatrice di tutte le grazie
Oltre a esprimere la fede in Maria come Mediatrice, sono state avanzate proposte per dichiarare che Maria è la Mediatrice di tutte le grazie. Papa Benedetto XV permise alle diocesi del Belgio di celebrare la festa di Maria Mediatrice di tutte le grazie il 31 maggio di ogni anno. Nelle edizioni a stampa del Messale Romano da quella data fino al 1961, la Messa di Maria Mediatrice di tutte le grazie si trovava nell'appendice Missae pro aliquibus locis (Messe per alcuni luoghi), ma non nel calendario generale da usarsi ovunque si celebrasse il rito romano.  Nello stesso giorno erano state autorizzate anche le messe in onore della Beata Vergine Maria Regina di tutti i Santi, della Madre del Buon Amore e di Nostra Signora del Sacro Cuore di Gesù.Al 2024 la celebrazione belga è stata sostituita il 31 agosto da una memoria facoltativa in onore della Vergine Maria Mediatrice.